# Robertsons Dry Lake
Robertsons Dry Lake är en sjö i Australien. Den ligger i delstaten New South Wales, i den sydöstra delen av landet, omkring 530 kilometer väster om delstatshuvudstaden Sydney. 
Trakten runt Robertsons Dry Lake består i huvudsak av gräsmarker. Trakten runt Robertsons Dry Lake är nära nog obefolkad, med mindre än två invånare per kvadratkilometer. Genomsnittlig årsnederbörd är 490 millimeter. Den regnigaste månaden är februari, med i genomsnitt 80 mm nederbörd, och den torraste är oktober, med 13 mm nederbörd.